# 1880 год в науке
В 1880 году были различные научные и технологические события, некоторые из которых представлены ниже.

## Достижения человечества
- Приват-доцент Военно-медицинской академии Станислав Кликович (клиника С. П. Боткина) впервые в мире применил для обезболивания родов закись азота[1].

## Награды
- Ломоносовская премия — М. А. Рыкачёв за сочинение «О суточном ходе барометра в России и некоторые замечания об этом явлении вообще» и Н. Н. Бекетов за работы по определению теплоты гидратации безводной окиси натрия и отношений её к углекислоте и об отношении водорода к безводной окиси натрия[2]:53-108.

## Родились
См. также: Категория:Родившиеся в 1880 году
- 26 января — Евгений Константинович Суворов, российский зоолог, ихтиолог и специалист в области рыбоводства (умер в 1953 году).
- 13 февраля — Димитрие Густи, румынский социолог, историк, философ (умер в 1955 году).
- 7 июня — Владимир Николаевич Сукачёв, российский географ, палеогеограф, геоботаник, эколог-эволюционист (умер в 1967 году).
- 25 июня — Лев Александрович Ильин, архитектор, доктор архитектуры (умер в 1942 году).
- 29 октября — Абрам Фёдорович Иоффе, советский физик, пионер исследования полупроводников (мер в 1960 году).
- 31 октября — Николай Васильевич Третьяков, советский военно-морской деятель, инженерный работник (умер в 1957 году).
- 1 ноября — Альфред Лотар Вегенер, немецкий геолог и метеоролог, создатель теории дрейфа материков (умер в 1930 году).

## Скончались
См. также: Категория:Умершие в 1880 году
- 2 февраля — Александр Абрамович Воскресенский, русский химик (родился в 1809 году).
- 6 февраля — Николай Николаевич Зинин, российский химик-органик, академик Петербургской академии наук (родился в 1812 году).
- 9 февраля — Измаил Иванович Срезневский, русский филолог-славист и историк (родился в 1812 году).
- 23 марта — Соломон Френсдорфф, немецкий и еврейский гебраист (родился в 1803 году).